# La Pucelle d'Orléans (ouverture)
Pour les articles homonymes, voir La Pucelle d'Orléans.
La Pucelle d'Orléans (Die Jungfrau von Orleans) est une ouverture d'Ignaz Moscheles, op. 91, composée en 1834 d'après la tragédie éponyme de Friedrich von Schiller.